# Marche française
Pour plus de détails, voir Fiche technique et Distribution.
Marche française est un court métrage français coréalisé par Henri Fabiani et Raymond Vogel, sorti en 1956.

## Synopsis
Évocation de l'évolution des caractéristiques humaines de la nation française au fil des siècles.

## Fiche technique
- Titre : Marche française
- Autre titre : Suite française
- Réalisation : Henri Fabiani et Raymond Vogel
- Commentaire dit par Jean Debucourt
- Photographie : Jean-Jacques Languepin
- Musique : Georges Delerue
- Montage : Henri Colpi et Jean-Louis Levi-Alvarès
- Société de production : Son et Lumière
- Genre : Documentaire
- Date de sortie : 1956

## À propos du film
Dans Le court métrage documentaire de 1945 à 1968. Créations et créateurs, François Porcile écrit : « Le persiflage irrévérencieux que pratiquent Henri Fabiani et Raymond Vogel dans Marche française (1956) conduit le Quai d'Orsay et le commissariat général au tourisme à exiger douze minutes de coupes. Il faut savoir jusqu'où on peut aller trop loin... »